# Animal Magnetism (Scorpions)
Animal Magnetism (англ. Тваринний Магнетизм) — сьомий студійний альбом німецького рок-гурту Scorpions, вийшов 31 березня 1980 року в Європі на лейблі Harvest / EMI та в США на лейблі Mercury RecordsЗагалом він отримав позитивні відгуки у пресі, аж до того, що британський журналіст Малкольм Доум назвав його «несправедливо недооціненим» альбомом. Крім того, він потрапив у чарти як і попередній альбом Lovedrive. Це був перший альбом гурту, який увійшов до канадського чарту . Зі свого боку, його обкладинка викликала певні суперечки з американськими дистрибютором, але на відміну від попередніх робіт, ця не піддавалася цензурі. Що стосується його просування, то з квітня по жовтень 1980 року гурт розпочав тур "Animal Magnetism Tour" , який мав понад сотню виступів у Європі, Канаді та Сполучених Штатах. 8 березня 1984 року альбом став золотим за версією RIAA, а 28 жовтня 1991 року — платиновим. У 2015 році, щоб відсвяткувати 50-річчя гурту, його перевидали з шістьма додатковими треками, включаючи пісню  " Hey You ", яка спочатку вийшла як сингл у 1980 році в декількох країнах.

## Передісторія та запис
У 1979 році група вперше виступила в Сполучених Штатах в рамках промо туру Lovedrive. Навіть коли вони виступали на розігріві перед іншими артистами, їхні концерти були настільки добре оцінені, що навіть лейбл Mercury та агентство Leber & Krebs Management змусили їх записати новий альбом, щоб якомога швидше повернутися до концертів. Після завершення туру група вирушила до Західної Німеччини , щоб розпочати процес запису, який проходив з грудня 1979 року по лютий 1980 року на студії Dierks у Кельні.
Під час запису альбому гурт вперше в своїй історії включив у свою музику два нових елементи: ток-бокс та оркестрову аранжування. Перше запропонував гітарист Маттіас Ябс , щоб надати «The Zoo» «додаткову атмосферу». Тоді як для балади «Lady Starlight» були додані секції струн та валторни.

## Випуск і просування
Animal Magnetism вийшов 31 березня 1980 року лейблами Harvest / EMI для Європи та Mercury для Сполучених Штатів.  5 липня того ж року він досяг 52 місця в Billboard 200 і залишався в чарті США протягом двадцяти одного тижня.  8 березня 1984 року Американська асоціація компаній звукозапису (RIAA) надала йому золотий сертифікат, а 28 жовтня 1991 року — платиновий, після того як було продано понад мільйон копій у Сполучених Штатах. Також він увійшов в канадські чарти 19 липня 1980 року. Крім того, у 1985 році CRIA нагородило його золотим сертифікатом за понад п'ятдесят тисяч примірників, проданих у Канаді.  Що стосується європейських країн, то в Німеччині вона досягла 12-го місця і залишалася в місцевому чарті двадцять п’ять тижнів поспіль. Він також досяг 23-го місця в британському чарті альбомів у Сполученому Королівстві та 37- го місця у шведському
Що стосується його просування, то протягом 1980 року вийшло три сингли : «Make It Real», «The Zoo»  і «Hey You».  Перші два увійшли до UK Singles Chart під номерами 72 та 75 відповідно. У той час як «Hey You» не дебютував у жодному музичному чарті, оскільки вийшов обмеженим тиражем.

## Обкладинка
Британський дизайнер Сторм Торгерсон з Hipgnosis створив обкладинку, на якій зображені жінка і собака, які стоять на колінах перед чоловіком спиною до камери.  За словами вокаліста Клауса Майне , вони шукали Сторма, тому що «ми хотіли повторити атмосферу [ обкладинки Lovedrive ], знаючи, що з Higpnosis ми відразу знайдемо потрібну обкладинку». Зображення викликало критику з боку розповсюджувачів Сполучених Штатів, але на відміну від попередніх альбомів, воно не піддавалося цензурі.
Басист гурту Френсіс Бухгольц згадує, що «Герман запропонував назвати альбом Animal Magnetism, і це була цікава назва. І нам вона сподобалась. Ми звернулись до Сторма, котрий розробляв обкладинки для Pink Floyd, і він взявся за роботу із ентузіазмом. Сторм запропонував ідею обкладинки, особисто мені вона не сподобалась, але інші були у захваті. Хоча мені сподобалась собака».

## Remaster: 50th Anniversary Edition
У зв’язку з святкуванням 50-річчя гурту, він був перевипущений 6 листопада 2015 року під назвою Animal Magnetism 50th Anniversary . Це перевидання включало шість  бонус-треків: «Hey You», демо -записи «Animal Magnetism», «All Night Long» і «American Girls». Крім того, ранні версії «Heroes Don't Cry» під назвою «Get Your Love» і «Twentieth Century Man» під назвою «Restless Man».

## Список композицій
| Сторона 1 | Сторона 1                                       | Сторона 1                       | Сторона 1  |
| #         | Назва                                           | Автор                           | Тривалість |
| --------- | ----------------------------------------------- | ------------------------------- | ---------- |
| 1.        | «Make It Real»                                  | Рудольф Шенкер, Герман Раребелл | 3:49       |
| 2.        | «Don't Make No Promises (Your Body Can't Keep)» | Маттіас Ябс, Раребелл           | 2:55       |
| 3.        | «Hold Me Tight»                                 | Шенкер, Клаус Майне, Раребелл   | 3:53       |
| 4.        | «Twentieth Century Man»                         | Шенкер, Майне                   | 3:00       |
| 5.        | «Lady Starlight»                                | Шенкер, Майне                   | 6:15       |

| Side two | Side two           | Side two                | Side two   |
| #        | Назва              | Автор                   | Тривалість |
| -------- | ------------------ | ----------------------- | ---------- |
| 6.       | «Falling in Love»  | Раребелл                | 4:09       |
| 7.       | «Only a Man»       | Шенкер, Майне, Раребелл | 3:32       |
| 8.       | «The Zoo»          | Шенкер, Майне           | 5:28       |
| 9.       | «Animal Magnetism» | Шенкер, Майне, Раребелл | 5:56       |

| Додаткова композиція CD видання | Додаткова композиція CD видання | Додаткова композиція CD видання | Додаткова композиція CD видання |
| #                               | Назва                           | Автор                           | Тривалість                      |
| ------------------------------- | ------------------------------- | ------------------------------- | ------------------------------- |
| 10.                             | «Hey You»                       | Шенкер, Meine, Раребелл         | 4:29                            |

| 2015 bonus tracks | 2015 bonus tracks                                        | 2015 bonus tracks   | 2015 bonus tracks | 2015 bonus tracks |
| #                 | Назва                                                    | Автор слів          | Автор музики      | Тривалість        |
| ----------------- | -------------------------------------------------------- | ------------------- | ----------------- | ----------------- |
| 10.               | «Hey You» (vocals by Rudolf Schenker)                    | Meine, Rarebell     | Schenker          | 3:48              |
| 11.               | «Animal Magnetism» (demo version)                        | Meine, Rarebell     | Schenker          | 4:30              |
| 12.               | «American Girls» (demo song)                             | Meine               | Schenker          | 3:29              |
| 13.               | «Get Your Love» (demo version of "Heroes Don't Cry")     | Meine               | Schenker          | 3:42              |
| 14.               | «Restless Man» (demo version of "Twentieth Century Man") | Meine               | Schenker          | 3:18              |
| 15.               | «All Night Long» (demo song)                             | Meine, Uli Jon Roth | Meine, Roth       | 4:59              |

## Учаснкики запису
- Клаус Майне — вокал
- Рудольф Шенкер — гітара
- Маттіас Ябс — гітара
- Френсіс Бухольц — бас
- Герман Ребелл — ударні

## Charts
| Year | Chart                         | Position |
| ---- | ----------------------------- | -------- |
| 1980 | German Albums Chart           | 12       |
| 1980 | UK Albums Chart               | 23       |
| 1980 | Swedish Albums Chart          | 37       |
| 1980 | Billboard 200 (United States) | 52       |
| 1980 | RPM100 (Canada)               | 76       |

| Year | Title          | Chart            | Position |
| ---- | -------------- | ---------------- | -------- |
| 1980 | "Make It Real" | UK Singles Chart | 72       |
| 1980 | "The Zoo"      | UK Singles Chart | 75       |

## Certifications
| Country       | Organization | Year | Sales                |
| ------------- | ------------ | ---- | -------------------- |
| United States | RIAA         | 1991 | Platinum (1,000,000) |
| Canada        | CRIA         | 1985 | Gold (50,000)        |